# ELOVL5
ELOVL5 (англ. ELOVL fatty acid elongase 5) – білок, який кодується однойменним геном, розташованим у людей на короткому плечі 6-ї хромосоми. Довжина поліпептидного ланцюга білка становить 299 амінокислот, а молекулярна маса — 35 293.
| 10         |  | 20         |  | 30         |  | 40         |  | 50         |
| ---------- |  | ---------- |  | ---------- |  | ---------- |  | ---------- |
| MEHFDASLST |  | YFKALLGPRD |  | TRVKGWFLLD |  | NYIPTFICSV |  | IYLLIVWLGP |
| KYMRNKQPFS |  | CRGILVVYNL |  | GLTLLSLYMF |  | CELVTGVWEG |  | KYNFFCQGTR |
| TAGESDMKII |  | RVLWWYYFSK |  | LIEFMDTFFF |  | ILRKNNHQIT |  | VLHVYHHASM |
| LNIWWFVMNW |  | VPCGHSYFGA |  | TLNSFIHVLM |  | YSYYGLSSVP |  | SMRPYLWWKK |
| YITQGQLLQF |  | VLTIIQTSCG |  | VIWPCTFPLG |  | WLYFQIGYMI |  | SLIALFTNFY |
| IQTYNKKGAS |  | RRKDHLKDHQ |  | NGSMAAVNGH |  | TNSFSPLENN |  | VKPRKLRKD  |

A: Аланін

C: Цистеїн

D: Аспарагінова кислота

E: Глутамінова кислота

F: Фенілаланін

G: Гліцин

H: Гістидин

I: Ізолейцин

K: Лізин

L: Лейцин

M: Метіонін

N: Аспарагін

P: Пролін

Q: Глутамін

R: Аргінін

S: Серин

T: Треонін

V: Валін

W: Триптофан

Кодований геном білок за функціями належить до трансфераз, фосфопротеїнів. 
Задіяний у таких біологічних процесах, як метаболізм жирних кислот, метаболізм ліпідів, біосинтез жирних кислот, біосинтез ліпідів, ацетилювання, альтернативний сплайсинг. 
Локалізований у мембрані, ендоплазматичному ретикулумі, клітинних відростках.